# Jacques Godefroy
Jacques Godefroy ou Iacubus Gothofredus en latin, né le 13 septembre 1587 à Genève et mort dans la même ville le 22 juin 1652, est un juriste, magistrat et diplomate genevois. On lui doit le Codex Theodosianus, publié à titre posthume, portant sur le droit de la Rome antique, fruit de 30 ans de travail.

## Biographie
Jacques Godefroy naît à Genève le 13 septembre 1587.
Il étudie le droit et l'histoire à Bourges et à Paris en France. Il publie des ouvrages sur la loi des Douze Tables (Heidelberg) et sur l'état des païens sous les empereurs chrétiens (Leipzig).
En 1616, il publie à Genève, où il s'est établi, une édition annotée de Cicéron. L'année suivante, il publie des éditions annotées des lois juliennes et papienne. Il enseigne le droit à l'université de Genève. Il entre dans les affaires publiques en 1616. Il est secrétaire d'État de 1632 à 1636, magistrat en chef en 1637, 1641, 1645 et 1649.
Pendant 30 ans, profitant de sa position à la fois de magistrat de Genève et de diplomate auprès de la France, il recueille des documents qui seront regroupés et analysés dans son Codex Theodosianus. Ce code constitue le principal, mais non la seule, source de l'ordre juridique de l'Empire romain d'Occident. L'ouvrage est imprimé treize ans après sa mort grâce à son ami Antoine de Marville, à Lyon en 1665 (4 volumes). Il sera réimprimé à Leipzig en 1736-1745 (6 volumes).
Jacques Godefroy décède le 22 juin 1652. Il avait épousé Marie Graffard en 1618, puis Susanne de Croso en 1640.

## Œuvres

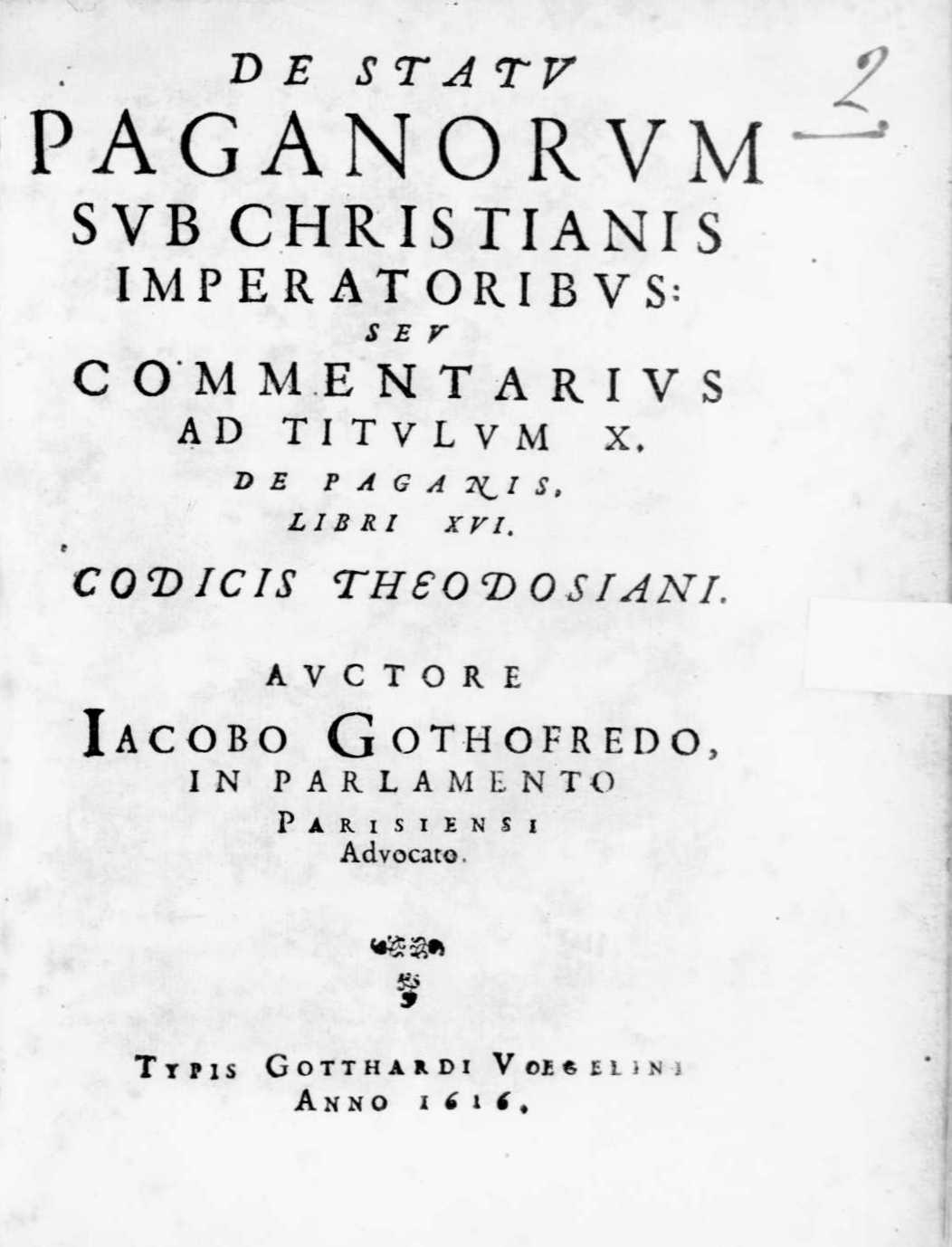
De statu paganorum sub christianis imperatoribus: seu commentarius ad titulum X de paganis libri XVI codicis Theodosiani, 1616

- (la) De statu paganorum sub christianis imperatoribus: seu commentarius ad titulum X de paganis libri XVI codicis Theodosiani, Heidelberg, Gotthard Vögelin, 1616 (lire en ligne)
- Mercure Jésuite, Genève 1626-32.
- Diatriba de iure praecedentiae, Genève 1627.
- Orationes politicae tres, Genève 1634.
- Codex Theodosianus, 1665